# Jean-Eudes Dubé
Pour les articles homonymes, voir Dubé.
Jean-Eudes Dubé, né le 6 novembre 1926 à Matapédia (Québec) et mort le 5 janvier 2019, est un avocat et un homme politique canadien.

## Biographie
Son père est J. Albert Dubé et sa mère est Flore Poirier. Il étudie au collège de Gaspé, au Collège Saint-Joseph, à l'Université d'Ottawa, à la School of Foreign Service, à l'Université de Georgetown et à l'Université du Nouveau-Brunswick. Il épouse Noëlla Babin le 25 juin 1956 et le couple a deux enfants.
Il est député de Restigouche-Madawaska à la Chambre des communes du Canada de 1962 à 1975 en tant que libéral. Il est aussi ministre des Affaires des Anciens Combattants de 1968 à 1972 et ministre des travaux publics de 1972 à 1975.
Il est membre du Club Richelieu, du Club de curling de Campbellton, du MicMac Boating Club et de la Fédération des clubs nautiques du Bas St-Laurent.